# Idarov Temriouk
Idarov Temriouk ou Idarov Temroqwa (Adyguéen : Айдарыкъо Темырикъу) est un prince de la principauté circassienne kabarde et chef du pouvoir pendant une partie du XVIe siècle. Sa renommée est en grande partie due à l'association de son nom avec l'alliance avec Ivan IV et le mariage de sa fille, Maria Temrioukovna. Lorsque Temriouk arrive au pouvoir, il réprime les révoltes des princes en conflit et aide la Circassie à devenir une puissance militaire dans la Ciscaucasie.